# Coupe d'Europe féminine des clubs champions de hockey sur glace 2013-2014
Navigation
Édition 2012-2013 Édition 2014-2015
La saison 2013-2014 est la dixième édition de la Coupe d'Europe féminine des clubs champions de hockey sur glace, organisée par la Fédération internationale de hockey sur glace (IIHF). Elle débute le 18 octobre 2013 et se termine le 16 mars 2014.

## Présentation
20 équipes venant de 20 pays prennent part à la Coupe d'Europe des clubs champions.
La compétition se divise en trois phases de groupes. Les équipes championnes des pays représentés lors de la finale de l'édition précédente sont exemptées de premier tour.
Chaque groupe est composé de quatre équipes et est organisé par l'une d'entre elles. Il se déroule sous une formule de mini-championnat à rencontre simple. Au premier tour, seul le vainqueur de chaque groupe se qualifie pour le tour suivant. Au deuxième tour, les deux premiers de chaque groupe se qualifient pour le groupe final,.
Une victoire dans le temps règlementaire vaut 3 points, une victoire après une prolongation (mort subite) ou une séance de tirs au but 2 points, une défaite après une prolongation ou une séance de tirs au but 1 point, une défaite dans le temps règlementaire 0 point. Si deux équipes ou plus sont à égalité de points, seules les rencontres opposant les équipes concernées sont pris en compte pour les départager.
| Tour          | Dates              | Groupe        | Lieu                                          | Participants                                                                          |
| ------------- | ------------------ | ------------- | --------------------------------------------- | ------------------------------------------------------------------------------------- |
| Premier tour  | 18-20 octobre 2013 | Groupe A      | Patinoire municipale Neuilly-sur-Marne France | ESC Planegg HC Neuilly-sur-Marne Bracknell Queen Bees SAD Majadahonda                 |
| Premier tour  | 18-20 octobre 2013 | Groupe B      | Ledus halle « LM » Liepāja Lettonie           | Aisulu Almaty Pantera Minsk HSC Csíkszereda SHK Laima                                 |
| Premier tour  | 18-20 octobre 2013 | Groupe C      | Spiš Arena Spišská Nová Ves Slovaquie         | SK Karviná Hvidovre IK HC Spišská Nová Ves TMH Polonia Bytom                          |
| Premier tour  | 18-20 octobre 2013 | Groupe D      | Ledna dvorana Tabor Maribor Slovénie          | EV Bozen 84 EHV Sabres Vienne Vasas SC HDK Maribor                                    |
| Deuxième tour | 6-8 décembre 2013  | Groupe E      | Hacker-Pschorr-Arena Bad Tölz Allemagne       | HK Tornado ZSC Lions Vainqueur du Groupe A Vainqueur du Groupe C                      |
| Deuxième tour | 6-8 décembre 2013  | Groupe F      | Kisakallion Urheiluopisto Lohja Finlande      | AIK IF Espoo Blues Vainqueur du Groupe B Vainqueur du Groupe C                        |
| Finale        | 14-16 mars 2014    | Tournoi final | À déterminer                                  | Vainqueur du Groupe E Vainqueur du Groupe F Deuxième du Groupe E Deuxième du Groupe F |

## Premier tour
Le premier tour se déroule du 18 au 20 octobre 2013.

### Groupe A
Le Groupe A a lieu à Neuilly-sur-Marne en France.
| 18 octobre 2013 | ESC Planegg | 9-1 (2-0, 4-1, 3-0) | Bracknell Queen Bees | Patinoire municipale 128 spectateurs |

| 18 octobre 2013 | HC Neuilly-sur-Marne | 10-0 (2-0, 5-0, 3-0) | SAD Majadahonda | Patinoire municipale 234 spectateurs |

| 19 octobre 2013 | SAD Majadahonda | 0-21 (0-4, 0-6, 0-11) | ESC Planegg | Patinoire municipale 75 spectateurs |

| 19 octobre 2013 | Bracknell Queen Bees | 0-10 (0-3, 0-3, 0-4) | HC Neuilly-sur-Marne | Patinoire municipale 275 spectateurs |

| 20 octobre 2013 | SAD Majadahonda | 2-6 (0-2, 1-4, 1-0) | Bracknell Queen Bees | Patinoire municipale 144 spectateurs |

| 20 octobre 2013 | HC Neuilly-sur-Marne | 1-7 (1-2, 0-0, 0-5) | ESC Planegg | Patinoire municipale 395 spectateurs |

| Clt   | Équipe               | PJ | V | VP | D | DP | BP | BC | Diff | Pts |
| ----- | -------------------- | -- | - | -- | - | -- | -- | -- | ---- | --- |
| +001, | ESC Planegg          | 3  | 3 | 0  | 0 | 0  | 37 | 2  | +35  | 9   |
| +002, | HC Neuilly-sur-Marne | 3  | 2 | 0  | 1 | 0  | 21 | 7  | +14  | 6   |
| +003, | Bracknell Queen Bees | 3  | 1 | 0  | 2 | 0  | 7  | 21 | -14  | 3   |
| +004, | SAD Majadahonda      | 3  | 0 | 0  | 3 | 0  | 2  | 37 | -35  | 0   |

- Qualifié pour le deuxième tour

### Groupe B
Le Groupe B a lieu à Riga en Lettonie.
| 18 octobre 2013 | Pantera Minsk | 5-13 (2-7, 2-5, 1-1) | HSC Csíkszereda | Ledus halle « LM » 70 spectateurs |

| 18 octobre 2013 | SHK Laima | 0-3 (0-2, 0-1, 0-0) | Aisulu Almaty | Ledus halle « LM » 110 spectateurs |

| 19 octobre 2013 | Aisulu Almaty | 19-0 (9-0, 5-0, 5-0) | Pantera Minsk | Ledus halle « LM » 65 spectateurs |

| 19 octobre 2013 | HSC Csíkszereda | 0-19 (0-7, 0-6, 0-6) | SHK Laima | Ledus halle « LM » 95 spectateurs |

| 20 octobre 2013 | Aisulu Almaty | 7-0 (1-0, 2-0, 4-0) | HSC Csíkszereda | Ledus halle « LM » 60 spectateurs |

| 20 octobre 2013 | SHK Laima | 24-0 (6-0, 10-0, 8-0) | Pantera Minsk | Ledus halle « LM » 82 spectateurs |

| Clt   | Équipe          | PJ | V | VP | D | DP | BP | BC | Diff | Pts |
| ----- | --------------- | -- | - | -- | - | -- | -- | -- | ---- | --- |
| +001, | Aisulu Almaty   | 3  | 3 | 0  | 0 | 0  | 29 | 0  | +29  | 9   |
| +002, | SHK Laima       | 3  | 2 | 0  | 1 | 0  | 43 | 3  | +40  | 6   |
| +003, | HSC Csíkszereda | 3  | 1 | 0  | 2 | 0  | 13 | 31 | -18  | 3   |
| +004, | Pantera Minsk   | 3  | 0 | 0  | 3 | 0  | 5  | 56 | -51  | 0   |

- Qualifié pour le deuxième tour

### Groupe C
Le Groupe C a lieu à Spišská Nová Ves en Slovaquie.
| 18 octobre 2013 | SK Karviná | 2-3 (1-0, 0-3, 1-0) | Hvidovre IK | Spiš Arena 500 spectateurs |

| 18 octobre 2013 | HC Spišská Nová Ves | 7-1 (2-1, 2-0, 3-0) | TMH Polonia Bytom | Spiš Arena 1 000 spectateurs |

| 19 octobre 2013 | TMH Polonia Bytom | 2-9 (0-7, 2-2, 0-0) | SK Karviná | Spiš Arena 521 spectateurs |

| 19 octobre 2013 | Hvidovre IK | 4-3 (0-1, 0-0, 4-2) | HC Spišská Nová Ves | Spiš Arena 1 002 spectateurs |

| 20 octobre 2013 | TMH Polonia Bytom | 2-5 (1-0, 1-2, 0-3) | Hvidovre IK | Spiš Arena 200 spectateurs |

| 20 octobre 2013 | HC Spišská Nová Ves | 5-3 (0-1, 3-1, 2-1) | SK Karviná | Spiš Arena 521 spectateurs |

| Clt   | Équipe              | PJ | V | VP | D | DP | BP | BC | Diff | Pts |
| ----- | ------------------- | -- | - | -- | - | -- | -- | -- | ---- | --- |
| +001, | Hvidovre IK         | 3  | 3 | 0  | 0 | 0  | 12 | 7  | +5   | 9   |
| +002, | HC Spišská Nová Ves | 3  | 2 | 0  | 1 | 0  | 15 | 8  | +7   | 6   |
| +003, | SK Karviná          | 3  | 1 | 0  | 2 | 0  | 14 | 10 | +4   | 3   |
| +004, | TMH Polonia Bytom   | 3  | 0 | 0  | 3 | 0  | 5  | 21 | -16  | 0   |

- Qualifié pour le deuxième tour

### Groupe D
Le Groupe D a lieu à Maribor en Slovénie.
| 18 octobre 2013 | EV Bozen 84 | 4-3 (pr) (1-0, 2-2, 0-1, 1-0) | Vasas SC | Ledna dvorana Tabor 104 spectateurs |

| 18 octobre 2013 | HDK Maribor | 1-6 (0-2, 0-3, 1-1) | EHV Sabres Vienne | Ledna dvorana Tabor 214 spectateurs |

| 19 octobre 2013 | EHV Sabres Vienne | 5-2 (1-1, 1-0, 3-1) | EV Bozen 84 | Ledna dvorana Tabor 111 spectateurs |

| 19 octobre 2013 | Vasas SC | 1-0 (1-0, 0-0, 0-0) | HDK Maribor | Ledna dvorana Tabor 210 spectateurs |

| 20 octobre 2013 | Vasas SC | 0-14 (0-1, 0-10, 0-3) | EHV Sabres Vienne | Ledna dvorana Tabor 125 spectateurs |

| 20 octobre 2013 | HDK Maribor | 0-12 (0-7, 0-3, 0-2) | EV Bozen 84 | Ledna dvorana Tabor 234 spectateurs |

| Clt   | Équipe            | PJ | V | VP | D | DP | BP | BC | Diff | Pts |
| ----- | ----------------- | -- | - | -- | - | -- | -- | -- | ---- | --- |
| +001, | EHV Sabres Vienne | 3  | 3 | 0  | 0 | 0  | 25 | 3  | +22  | 9   |
| +002, | EV Bozen 84       | 3  | 1 | 1  | 1 | 0  | 18 | 8  | +10  | 5   |
| +003, | Vasas SC          | 3  | 1 | 0  | 1 | 1  | 4  | 18 | -14  | 4   |
| +004, | HDK Maribor       | 3  | 0 | 0  | 3 | 0  | 1  | 19 | -18  | 0   |

- Qualifié pour le deuxième tour

## Deuxième tour
Le deuxième tour se déroule du 6 au 8 décembre 2013.

### Groupe E
Le Groupe E a lieu à Bad Tölz an Allemagne.
| 6 décembre 2013 | Hvidovre IK | 4-9 (1-4, 3-1, 0-4) | ESC Planegg | Hacker-Pschorr-Arena 100 spectateurs |

| 6 décembre 2013 | HK Tornado | 10-2 (3-1, 7-0, 0-1) | ZSC Lions | Hacker-Pschorr-Arena 100 spectateurs |

| 7 décembre 2013 | HK Tornado | 12-1 (5-0, 4-0, 3-1) | Hvidovre IK | Hacker-Pschorr-Arena 100 spectateurs |

| 7 décembre 2013 | ESC Planegg | 3-1 (0-1, 2-0, 1-0) | ZSC Lions | Hacker-Pschorr-Arena 100 spectateurs |

| 8 décembre 2013 | ZSC Lions | 3-1 (1-0, 2-0, 0-1) | Hvidovre IK | Hacker-Pschorr-Arena 100 spectateurs |

| 8 décembre 2013 | ESC Planegg | 0-5 (0-2, 0-1, 0-2) | HK Tornado | Hacker-Pschorr-Arena 250 spectateurs |

| Clt   | Équipe      | PJ | V | VP | D | DP | BP | BC | Diff | Pts |
| ----- | ----------- | -- | - | -- | - | -- | -- | -- | ---- | --- |
| +001, | HK Tornado  | 3  | 3 | 0  | 0 | 0  | 27 | 3  | +24  | 9   |
| +002, | ESC Planegg | 3  | 2 | 0  | 1 | 0  | 12 | 10 | +2   | 6   |
| +003, | ZSC Lions   | 3  | 1 | 0  | 2 | 0  | 6  | 14 | -8   | 3   |
| +004, | Hvidovre IK | 3  | 0 | 0  | 3 | 0  | 6  | 24 | -18  | 0   |

- Qualifiés pour la Finale

### Groupe F
Le Groupe F a lieu à Lohja en Finlande.
| 6 décembre 2013 | Aisulu Almaty | 1-2 (0-2, 0-0, 1-0) | EHV Sabres Vienne | Kisakallion Urheiluopisto 32 spectateurs |

| 6 décembre 2013 | Espoo Blues | 3-6 (1-2, 1-3, 1-1) | AIK IF | Kisakallion Urheiluopisto 112 spectateurs |

| 7 décembre 2013 | AIK IF | 3-0 (1-0, 1-0, 1-0) | Aisulu Almaty | Kisakallion Urheiluopisto 62 spectateurs |

| 7 décembre 2013 | EHV Sabres Vienne | 4-5 (2-1, 1-3, 1-1) | Espoo Blues | Kisakallion Urheiluopisto 111 spectateurs |

| 8 décembre 2013 | AIK IF | 1-0 (0-0, 0-0, 1-0) | EHV Sabres Vienne | Kisakallion Urheiluopisto 74 spectateurs |

| 8 décembre 2013 | Espoo Blues | 4-1 (0-1, 2-0, 2-0) | Aisulu Almaty | Kisakallion Urheiluopisto 102 spectateurs |

| Clt   | Équipe            | PJ | V | VP | D | DP | BP | BC | Diff | Pts |
| ----- | ----------------- | -- | - | -- | - | -- | -- | -- | ---- | --- |
| +001, | AIK IF            | 3  | 3 | 0  | 0 | 0  | 10 | 3  | +7   | 9   |
| +002, | Espoo Blues       | 3  | 2 | 0  | 1 | 0  | 12 | 11 | +1   | 6   |
| +003, | EHV Sabres Vienne | 3  | 1 | 0  | 2 | 0  | 6  | 7  | -1   | 3   |
| +004, | Aisulu Almaty     | 3  | 0 | 0  | 3 | 0  | 2  | 9  | -7   | 0   |

- Qualifiés pour la Finale

## Finale
La Finale se déroule du 14 au 16 mars 2014 à Bad Tölz en Allemagne.
| 14 mars 2014 | Espoo Blues | 3-1 (2-1, 1-0, 0-0) | ESC Planegg | Hacker-Pschorr Arena 100 spectateurs |

| Feuille de match | Feuille de match                                                                                                   | Feuille de match | Feuille de match                            | Feuille de match                                                                                     |
| ---------------- | --- | ---------------- | ------------------------------------------- | --- |
|                  | N. Telus (E. Nuutinen, C. Posa) — 6 min 48 s (SN) N. Tulus — 15 min 27 s (TP) E. Nuutinen (N. Tulus) — 33 min 25 s | 1-0 1-1 2-1 3-1  | Y. Rothemund (K. Spielberger) — 10 min 22 s | Arbitrage : Zuzana Findurová (Slovquie) Maria Raabye Füchsel (Danemark) et Senøvwa Mollen (Pays-Bas) |
| Isabella Portnoj | Gardiens | Lena Schuster    |                                             | Arbitrage : Zuzana Findurová (Slovquie) Maria Raabye Füchsel (Danemark) et Senøvwa Mollen (Pays-Bas) |
| 8 min            | Pénalités | 8 min            |                                             | Arbitrage : Zuzana Findurová (Slovquie) Maria Raabye Füchsel (Danemark) et Senøvwa Mollen (Pays-Bas) |
| 32               | Tirs | 14               |                                             | Arbitrage : Zuzana Findurová (Slovquie) Maria Raabye Füchsel (Danemark) et Senøvwa Mollen (Pays-Bas) |

| 14 mars 2014 | HK Tornado | 6-1 (3-0, 3-1, 0-0) | AIK IF | Hacker-Pschorr Arena 150 spectateurs |

| Feuille de match | Feuille de match | Feuille de match                                            | Feuille de match                                   | Feuille de match                                                                                   |
| ---------------- | --- | ----------------------------------------------------------- | -------------------------------------------------- | -------------------------------------------------------------------------------------------------- |
|                  | I. Gavrilova (O. Permiakova) — 34 s I. Gavrilova (Z. Polounina, O. Permiakova) — 8 min 28 s I. Smolentseva (A. Chtchoukina) — 10 min 8 s A. Chtchoukina — 23 min 36 s (2 SN) A. Chtchoukina (S. Tkatchiova) — 27 min 24 s (SN) K. Steadman — 33 min 20 s | 1-0 2-0 3-0 4-0 5-0 6-0 6-1                                 | E. Alasalmi (M. Yucel, L. Johansson) — 38 min 17 s | Arbitrage : Marie-Tjana Picavet (France) Anne-Sophie Boniface (France) et Lisa Hüffner (Allemagne) |
| Zuzana Tomčíková | Gardiens | Minatsu Murase (10 min 8 s) Lovisa Berndtsson (49 min 52 s) |                                                    | Arbitrage : Marie-Tjana Picavet (France) Anne-Sophie Boniface (France) et Lisa Hüffner (Allemagne) |
| 16 min           | Pénalités | 16 min                                                      |                                                    | Arbitrage : Marie-Tjana Picavet (France) Anne-Sophie Boniface (France) et Lisa Hüffner (Allemagne) |
| 28               | Tirs | 22                                                          |                                                    | Arbitrage : Marie-Tjana Picavet (France) Anne-Sophie Boniface (France) et Lisa Hüffner (Allemagne) |

| 15 mars 2014 | HK Tornado | 3-1 (0-0, 0-0, 3-1) | Espoo Blues | Hacker-Pschorr Arena 150 spectateurs |

| Feuille de match | Feuille de match | Feuille de match | Feuille de match                             | Feuille de match                                                                                    |
| ---------------- | --- | ---------------- | -------------------------------------------- | --------------------------------------------------------------------------------------------------- |
|                  | I. Gavrilova (T. Bourina, K. Steadman) — 44 min 58 s K. Steadman (I. Nikolaïeva) — 45 min 46 s (K. Steadman, O. Permiakova) — 59 min 45 s (CV) | 1-0 2-0 2-1 3-1  | C. Posa (M. Huhta, S. Ratinen) — 57 min 53 s | Arbitrage : Zuzana Findurová (Slovquie) Lisa Hüffner (Allemagne) et Natalie Mauelshagen (Allemagne) |
| Zuzana Tomčíková | Gardiens | Isabella Portnoj |                                              | Arbitrage : Zuzana Findurová (Slovquie) Lisa Hüffner (Allemagne) et Natalie Mauelshagen (Allemagne) |
| 6 min            | Pénalités | 8 min            |                                              | Arbitrage : Zuzana Findurová (Slovquie) Lisa Hüffner (Allemagne) et Natalie Mauelshagen (Allemagne) |
| 27               | Tirs | 36               |                                              | Arbitrage : Zuzana Findurová (Slovquie) Lisa Hüffner (Allemagne) et Natalie Mauelshagen (Allemagne) |

| 15 mars 2014 | ESC Planegg | 4-3 (TB) (0-1, 2-0, 1-2, 0-0, 1-0) | AIK IF | Hacker-Pschorr Arena 300 spectateurs |

| Feuille de match | Feuille de match | Feuille de match            | Feuille de match | Feuille de match                                                                                         |
| ---------------- | --- | --------------------------- | --- | --- |
|                  | M. Pink (B. Ammerman, K. Lehmann) — 23 min 52 s (SN) B. Ammerman (S. Kratzer) — 35 min 53 s (SN) B. Evers (B. Ammerman) — 59 min 1 s M. Pink — 65 min (TB) | 0-1 1-1 2-1 2-2 3-2 3-3 4-3 | L. Bäckman (G. Ahlgren-Bloom, M. Löwenhielm) — 16 min 51 s (SN) E. Alasalmi (M. Löwenhielm, M. Yucel) — 49 min 23 s H. Martinsen — 59 min 34 s (IN) | Arbitrage : Kendall Hanley (États-Unis) Anne-Sophie Boniface (France) et Maria Raabye Füchsel (Danemark) |
| Julia Graunke    | Gardiens | Lovisa Berndtsson           | | Arbitrage : Kendall Hanley (États-Unis) Anne-Sophie Boniface (France) et Maria Raabye Füchsel (Danemark) |
| 18 min           | Pénalités | 20 min                      | | Arbitrage : Kendall Hanley (États-Unis) Anne-Sophie Boniface (France) et Maria Raabye Füchsel (Danemark) |
| 16               | Tirs | 25                          | | Arbitrage : Kendall Hanley (États-Unis) Anne-Sophie Boniface (France) et Maria Raabye Füchsel (Danemark) |

| 16 mars 2014 | AIK IF | 3-1 (0-0, 0-1, 3-0) | Espoo Blues | Hacker-Pschorr Arena 150 spectateurs |

| Feuille de match | Feuille de match | Feuille de match | Feuille de match                                     | Feuille de match                                                                                           |
| ---------------- | --- | ---------------- | ---------------------------------------------------- | --- |
|                  | L. Johansson (M. Löwenhielm) — 53 min 10 s M. Löwenhielm (G. Ahlgren-Bloom, H. Martinsen) — 57 min 22 s (SN) H. Martinsen — 59 min 12 s (CV) | 0-1 1-1 2-1 3-1  | A. Rajahuhta (M. Tuominen, E. Hallvar) — 39 min 59 s | Arbitrage : Kendall Hanley (États-Unis) Maria Raabye Füchsel (Danemark) et Natalie Mauelshagen (Allemagne) |
| Minatsu Murase   | Gardiens | Isabella Portnoj |                                                      | Arbitrage : Kendall Hanley (États-Unis) Maria Raabye Füchsel (Danemark) et Natalie Mauelshagen (Allemagne) |
| 18 min           | Pénalités | 16 min           |                                                      | Arbitrage : Kendall Hanley (États-Unis) Maria Raabye Füchsel (Danemark) et Natalie Mauelshagen (Allemagne) |
| 23               | Tirs | 23               |                                                      | Arbitrage : Kendall Hanley (États-Unis) Maria Raabye Füchsel (Danemark) et Natalie Mauelshagen (Allemagne) |

| 16 mars 2014 | ESC Planegg | 0-4 (0-1, 0-2, 0-1) | HK Tornado | Hacker-Pschorr Arena 250 spectateurs |

| Feuille de match | Feuille de match | Feuille de match | Feuille de match | Feuille de match                                                                                    |
| ---------------- | ---------------- | ---------------- | --- | --------------------------------------------------------------------------------------------------- |
|                  |                  | 0-1 0-2 0-3 0-4  | K. Steadman (O. Permiakova, I. Gavrilova) — 19 min 55 s (SN) K. Steadman (A. Shokina, I. Gavrilova) — 27 min 57 s I. Gavrilova (A. Shokina) — 36 min 39 s A. Chtchoukina (M. Serguina) — 57 min | Arbitrage : Marie-Tjana Picavet (France) Anne-Sophie Boniface (France) et Senøvwa Mollen (Pays-Bas) |
| Lena Schuster    | Gardiens         | Anna Prougova    | | Arbitrage : Marie-Tjana Picavet (France) Anne-Sophie Boniface (France) et Senøvwa Mollen (Pays-Bas) |
| 20 min           | Pénalités        | 16 min           | | Arbitrage : Marie-Tjana Picavet (France) Anne-Sophie Boniface (France) et Senøvwa Mollen (Pays-Bas) |
| 24               | Tirs             | 29               | | Arbitrage : Marie-Tjana Picavet (France) Anne-Sophie Boniface (France) et Senøvwa Mollen (Pays-Bas) |

| Clt   | Équipe      | PJ | V | VP | D | DP | BP | BC | Diff | Pts |
| ----- | ----------- | -- | - | -- | - | -- | -- | -- | ---- | --- |
| +001, | HK Tornado  | 3  | 3 | 0  | 0 | 0  | 13 | 2  | +11  | 9   |
| +002, | AIK IF      | 3  | 1 | 0  | 1 | 1  | 7  | 11 | -4   | 4   |
| +003, | Espoo Blues | 3  | 1 | 0  | 2 | 0  | 5  | 7  | -2   | 3   |
| +004, | ESC Planegg | 3  | 0 | 1  | 2 | 0  | 5  | 10 | -5   | 2   |

- Vainqueur de la Coupe d'Europe féminine des clubs champions de hockey sur glace 2013-2014

### Récompenses individuelles
- Meilleures joueuses[9],[10] :
  - Meilleur gardienne : Zuzana Tomčíková (HK Tornado)
  - Meilleur défenseur : Kathrin Lehmann (ESC Planegg)
  - Meilleur attaquant : Kelley Steadman (HK Tornado)
  - Meilleur pointeur :Kelley Steadman (HK Tornado), 6 points (5 buts et 1 aide) et Ia Gavrilova (HK Tornado), 6 points (4 buts et 2 aides)

### Effectif vainqueur
| Vainqueur de la Coupe d'Europe féminine des clubs champions 2013-2014 HK Tornado | Gardiennes de but : Anna Prougova, Zuzana Tomčíková Défenseures : Nina Pirogova, Olga Permiakova, Anna Chtchoukina, Zoia Polounina, Brittany Simpson, Svetlana Tkatchiova, Attaquantes : Ia Gavrilova, Marina Serguina, Iekaterina Smolentseva, Kelley Steadman, Svetlana Kolmykova, Tatiana Bourina, Xenia Bocharova, Galina Skiba, Iekaterina Nikolaïeva, Iekaterina Smolina, Anna Shokina Entraîneur : Alekseï Tchistiakov |